# Hat Hut Records
Hat Hut Records, aussi stylisé Hathut, est un label discographique indépendant suisse de jazz, musique improvisée, et musique contemporaine, basé à Bâle, en Suisse alémanique.

## Histoire
Le label est fondé en 1975 par Werner X. Uehlinger afin de documenter le travail du saxophoniste et trompettiste Joe McPhee. Le label est spécialisé dans le free jazz et la musique improvisée et enregistre des artistes comme Anthony Braxton, Peter Brötzmann, Steve Lacy, David Liebman, David Murray, Cecil Taylor, Mal Waldron, John Zorn, Steve Lacy ou Daunik Lazro. Le label enregistre aussi bien des artistes européens qu'américains, et joue un rôle important dans la diffusion du free jazz dans les années 1970 et 1980. Le label revendique une grande prise de risque dans le choix des artistes, en produisant essentiellement des musiques marginales, orientées vers les amateurs spécialisés.
Au départ cantonné au jazz, Hat Hut s'élargit ensuite à la musique contemporaine, avec en particulier des œuvres de Karlheinz Stockhausen, John Cage, Giacinto Scelsi, Cornelius Cardew, George Crumb, Morton Feldman, Charles Ives. À la suite de ces nouveaux apports, Hathut scinde ses productions en différentes catégories (HatART, HatOLOGY, HatNOIR), correspondant au jazz, musique contemporaine, et à l'inclassable.
De 1985 à 2000, Hat Hut reçoit le soutien financier de la banque suisse UBS. Mike Westbrook, Dave Liebman, Marc Copland, Ellery Eskelin, le Vienna Art Orchestra, Theo Jörgensmann, Franz Koglmann, Max Nagl, ou le quatuor de saxophone Xasax enregistrent régulièrement pour Hat Hut. En France et en Espagne, Hat Hut est distribué par Distrijazz.
En septembre 2012, Werner X. Uehlinger lance un appel aux « idéalistes et sympathisants ». Face aux récentes difficultés financières rencontrées par Hat Hut, liées à la crise économique et à la crise du disque, son fondateur recherche actuellement des mécènes qui fourniraient un soutien financier et assureraient ainsi le futur du label.